# Pathala Bhairavi
Pathala Bhairavi (телугу పాతాళ భైరవి, там. பாதாளபைரவி; «Богиня из глубин Земли») — индийский фэнтезийный фильм, снятый К. В. Редди одновременно на телугу и тамильском языках. Версия на телугу вышла в прокат 15 марта, а версия на тамильском — 17 мая 1951 года. Сюжет рассказывает о сыне садовника, который должен накопить богатство, равное богатству короля, чтобы жениться на принцессе, и о колдуне, который должен принести умного и храброго человека в жертву богине, чтобы получить статуэтку, исполняющую желания.
Обе версии фильма имели коммерческий успех, причем версия на телугу стала первым фильмом на этом языке, прокат которого длился 200 дней. Дублированная версия на хинди, в которую вошли две песни, переснятые в цвете, также имела коммерческий успех. В 1985 году фильм был переснят на хинди под тем же названием. В апреле 2013 года CNN-IBN включил Pathala Bhairavi в список «100 величайших индийских фильмов всех времен».

## Сюжет
Сын садовника Тота Рамуду и принцесса Индумати влюбляются друг в друга после того, как он спасает её от змеи. Брат королевы Сурасена, который хочет жениться на Индумати, приказывает солдатам наказать Рамуду, но король отпускает юношу и обещает отдать за него дочь после приобретения богатства. Злой колдун хочет использовать героя, как прекрасный пример мужественности, в человеческом жертвоприношении богине подземного мира Патале Бхайрави, и заманивает его волшебной чашей, способной создавать золото. Рамуду приходится преодолеть многочисленные испытания (например, сразиться с крокодилом, который оказывается добрым существом, живущим под проклятием), прежде чем он обманывает колдуна и обезглавливает его. Таким образом, он удовлетворяет требование богини о человеческом жертвоприношении и получает от неё богатство в качестве награды. Однако колдун оживает и преследует героя. Заручившись поддержкой Сурасены, он похищает Индумати.

## В ролях
- Н. Т. Рама Рао — Тота Рамуду  (тел.) / Тота Рама  (там.)
- С. В. Ранга Рао[англ.] — колдун
- К. Малати[телугу] — принцесса Индумати
- Ч. С. Р. Анджанеюлу[англ.] — король Удджайна
- Хемалатамма Рао — королева, мать Индумати
- Реланги[англ.] — Сурасена, брат королевы
- Валлури Балакришна[англ.] — Анджи, кузен Рамуду
- Гириджа — богиня Патхала Бхайрави
- Падманабхам[англ.] — Сададжапа, ученик колдуна
- Сурабхи Камалабай[англ.] — Кантхамма
- Т. Г. Камала Деви[англ.] — исполнительница Вира Катхи
- Кришна Кумари[англ.] — женщина, которая предупреждает Рамуду о намерениях колдуна
- Ниссанкара Савитри[англ.] — танцовщица в песне «Ranante Rane Ranu»

## Производство
После того как первая постановка Vijaya Vauhini Studios Shavukaru (1950) получила признание критиков, но не принесла ожидаемой прибыли, продюсер Наги Редди и сценарист Чакрапани подписали контракт с К. В. Редди. Пингали Нагендра Рао придумал сюжет, вдохновленный сказкой «Волшебная лампа Аладдина». Сценарий написали К. В. Редди и Камалакара Камешвара Рао.
Режиссёр хотел взять на главную роль АНР, но продюсеры предложили НТР, у которого был контракт со студией на четыре фильма. На роль колдуна рассматривался Муккамала Кришнамурти. Но, когда героем фильма стал НТР, Редди почувствовал, что актёр без какого-либо имиджа лучше подойдет на роль противоположного ему антагониста, и подписал контракт с С. В. Ранга Рао. На главную женскую роль была приглашена К. Малати, которая ранее снималась у Редди в фильме Bhakta Potana (1943). Мадхавапедди Гокхале и Каладхар создали декорации и костюмы. Маркус Бартли выполнил операторскую работу, в частности создал иллюзию, что дворец летит в воздухе, используя миниатюрные макеты. Звуковое оформление было выполнено А. Кришаном и В. Шиварамом при содействии Касинатхуни Вишванатха. Тогда начинающая актриса Савитри появилась в фильме как безымянная танцовщица.
Съёмки начались 5 февраля 1950 года и завершились 8 февраля 1951 года. На создание фильма ушел почти год, поскольку он выпускался одновременно на телугу и тамильском языке. После того как продюсеры определились с сюжетом, команда Vijaya Productions работала над ним 3–4 месяца, прежде чем приступить к съёмкам, что, в свою очередь, заняло ещё около 8–9 месяцев. Помимо сценариста и режиссёра в обсуждениях сценарий также участвовали технические специалисты, такие как оператор, художник-постановщик и т. д..
После успеха фильма, права на его показ для хинди-язычной аудитории приобрел С. С. Васан из Gemini Studios. Версия, дублированная на хинди, вышла в 1952 году. Специально для неё в цвете пересняли две сцены танцев.

## Саундтрек
Тексты песен на телугу написаны Пингали Нагендрой Рао, а на тамильском языке — Танджаем Н. Рамайей Дассом. 
Вся музыка написана Гантасалой Венкатешварой Рао.
| №                   | Название                      | Исполнители                              | Длительность |
| ------------------- | ----------------------------- | ---------------------------------------- | ------------ |
| 1.                  | «Theeyani Oohalu»             | П. Лила и хор                            | 2:46         |
| 2.                  | «Ithihasam Vinnaara»          | Т. Г. Камала Деви                        | 3:22         |
| 3.                  | «Kalavaramaye»                | Гантасала и П. Лила                      | 2:54         |
| 4.                  | «Entha Ghatu Premayo»         | П. Лила и Гантасала                      | 3:28         |
| 5.                  | «Vinave Bala Naa Prema Gola»  | Реланги                                  | 2:39         |
| 6.                  | «Vagaloi Vagalu»              | Джикки и хор                             | 4:17         |
| 7.                  | «Prema Kosamai Valalo Padene» | Виджей Варма                             | 2:48         |
| 8.                  | «Pranaya Jeevulaku (Hayiga)»  | Гантасала и П. Лила                      | 2:41         |
| 9.                  | «Kanugona Galano»             | Гантасала                                | 2:48         |
| 10.                 | «Ranathe Raneravoyi»          | Питапурам Нагешвара Рао, Т. Г. Сарасвати | 1:24         |
| Общая длительность: | Общая длительность:           | Общая длительность:                      | 27:07        |

| №                   | Название                  | Исполнители                        | Длительность |
| ------------------- | ------------------------- | ---------------------------------- | ------------ |
| 1.                  | «Ithikasam Kaeteera»      | Т. Г. Камала Деви с группой        | 3:30         |
| 2.                  | «Ennathaan Un Premaiyo»   | П. Лила и Гантасала                | 3:24         |
| 3.                  | «Mathavel Kanaiya»        | Джикки                             | 3:30         |
| 4.                  | «Prema Paasathaal»        | Виджей Варма                       | 2:51         |
| 5.                  | «Uyirudan Unnai Kaanbeno» | Гантасала                          | 2:46         |
| 6.                  | «Aananthame Tharum»       | Джикки и П. Лила                   | 2:47         |
| 7.                  | «Amaithi Illa En Maname»  | Гантасала и П. Лила                | 3:02         |
| 8.                  | «Kanintha Kadhalarukku»   | Гантасала и П. Лила                | 2:31         |
| 9.                  | «Kaniye Nane Kadhal»      | Реланги                            | 2:33         |
| 10.                 | «Naan Maaten Neeyum»      | П. Нагешвара Рао и Т. Г. Сарасвати | 1:08         |
| Общая длительность: | Общая длительность:       | Общая длительность:                | 24:32        |

Для записи музыки к фильму специально был импортирован дорогостоящий орган Хаммонда, на котором играл Мастер Вену.
Песни «Pranaya Jeevulaku» и «Kalavaramaye» были созданы на основе одной раги. Точно так же «Prema Kosamai» и «Kanugona Galano» модулировались в одной и той же раге. В целом для написания музыки в этом фильме использовались раги Моханам, Бхимпаласи и Синдхубхайрави.

## Показ
Выйдя в прокат 15 марта 1951 года фильм имел кассовый успех на обоих языках. Версия на телугу отметила 100-дневный прокат в 10 кинотеатрах и серебряный юбилей (25 недель) в Виджаяваде, Беллари, Неллуру, Гудиваде и Бангалоре, после чего команда Vijaya Productions отправилась в тур по штату Андхра-Прадеш.
Когда в 1952 году в стартовал Индийский международный кинофестиваль, среди показанных там четырех индийских фильмов Pathala Bhairavi был единственным с юга страны.
В 1985 году фильм был переснят на хинди с Джитендрой и Джая Прадой а главных ролях.Pathala Bhairavi также послужил вдохновением для Bhairava Dweepam (1994) Сингитама с сыном НТР Балокришной в главной роли.

## Оценка
Фильм вошёл в список «100 величайших индийских фильмов всех времен», составленный каналом CNN-IBN в апреле 2013 к столетнему юбилею индийского кино.
Китчевые образы и студийные декорации создали подходящий стиль для этой подчеркнуто восточной сказки, а музыка Гантасалы оказала ключевой вклад в успех фильма. Кинолента сочетала в себе традиционный для кино на телугу «фольклорный» фильм и смелую фантазию в восточном стиле, напоминающую как работы Александра Дюма, так и голливудские фильмы Дугласа Фэрбенкса. Созданный тамильским кинематографом жанр был успешно перенесен на телугу, признанные режиссёры которого, такие как Б. Н. Редди, были вынуждены признать его коммерческую непогрешимость. Настоящий успех этого жанра обусловлен красочным изображением местных псевдолегенд, часто адаптирующих сюжеты народного театра, например бурракаты. В число более ранних фильмы на телугу, использующих эту идиому, входят Balanagamma (1942), Ratnamala (1947) и Raksha Rekha (1949).